# 布德爾卡河
布德爾卡河（羅馬化：Budylka）是位於烏克蘭北部蘇梅州的河流，並屬於普肖爾河的左支流。該河源於卡柳日內南部，終於塞利谢西南面，河道全長19公里。